# Botár Attila (költő)
Botár Attila (Székelyudvarhely, 1944. március 17. – 2019. augusztus 12.) magyar költő, műfordító, pedagógus, könyvtáros, Botár Béla költő fia.

## Élete
Botár Béla és Vákár Éva fia. Szüleivel háborús menekültként került a Tolna megyei Felsőnánára. Az általános iskolát Felsőnánán, a középiskolát Komlón végezte. Szombathelyen népművelő–könyvtár szakon szerzett diplomát. Első verseit a Jelenkor, az Életünk, a Kortárs és a (régi) Mozgó Világ közölte. 
1976-tól Veszprémben élt, ahol a Veszprém Megyei Naplónál kezdett dolgozni előbb archívum-kezelőként, szerzőként, majd nyomdászként és lapkorrektorként. Nevelőtanárként működött a Bolyai János fiúkollégiumban, majd fél évig balatonfüredi könyvtárosként és végül nyugdíjazásig Zircen, a Reguly Antal Szakképző Iskola könyvtárosa volt.
Két házasságából három gyermeke született.
Veszprémben, a Vámosi úti temetőben nyugszik.

## Megjelent művei
- Időkerülő / Madárjóslat, Veszprém, 1981 (Széki Patka Lászlóval)
- Elsüllyesztett harang., Veszprém, 1985
- Sötétfehér., Budapest, 1994
- Atthisz naptekercsei., Veszprém, 1998
- Félcédulák Unkhu ka-Gathból., Veszprém, 2003
- Éneklő nyomokért., Pomáz, 2009
- A helyzet izotópjai., Veszprém, 2012
- Időfoltok, Veszprém, 2014
- Kötődések, Veszprém, 2016
- Mire készültök Csillagok? Veszprém, 2020 (posztumusz)
- Úszómester néhány szezonra, Veszprém, 2021 (posztumusz)
- Holdban Dobszó (gyerekversek), Veszprém, 2024 (posztumusz)

## Díjai, elismerései
- Salvatore Quasimodo Nemzetközi Költőverseny – különdíj (1994)
- Nagy Lajos-díj (1998)
- Gyulai Pál-díj (2009)
- Arany Elefántyuk-díj (2017)